# میریسسا
میریسسا (به لاتین: Mirissa) یک منطقهٔ مسکونی در سری‌لانکا است که در استان جنوبی (سری‌لانکا) واقع شده‌است. میریسسا ۴٬۶۹۵ نفر جمعیت دارد.